# Marta Kreuzová
Marta Kreuzová rozená Melicharová (24. červen 1941 Praha – březen 2019) byla československá hráčka basketbalu (vysoká 187 cm). Významný podíl na její basketbalové kariéře má trenér družstvu žen Sparty Praha Miloslav Kříž.
Patřila mezi opory basketbalového reprezentačního družstva Československa, za které hrála v letech 1963-1970 celkem 145 utkání a má významný podíl na dosažených sportovních výsledcích. Zúčastnila se dvakrát mistrovství světa a čtyřikrát mistrovství Evropy v basketbale žen, na nichž získala celkem čtyři medailí, z toho dvě stříbrné za druhá místa (MS 1964 a ME 1966) a dvě bronzové medaile za třetí místa (MS 1967 a ME 1964). Reprezentační kariéru zakončila po Mistrovství Evropy 1970 v Nizozemsku (5. místo).
V československé basketbalové lize odehrála celkem 11 sezón (1958-1972), jednu za Dynamo Praha, devět za Spartu Praha a dvě za tým Slavia VŠ Poděbrady, v nichž s týmem Sparty Praha získala v ligové soutěži celkem 7 medailí, šestkrát titul mistra Československa a jedno druhé místo. Československá basketbalová federace ji třikrát zařadila do nejlepší pětky - „All Stars“ československé basketbalové ligy (1965/66, 1966/67, 1967/68).
S týmem Sparty Praha (Spartaku Sokolovo) se zúčastnila čtyř ročníků Poháru evropských mistrů v basketbale žen, třikrát tým skončil v soutěži na druhém místě (1964, 1967, 1968), když podlehl až ve finále proti Daugava Riga., V sezóně 1969/1970 hrála v Německu a s týmem 1. SC 05 Göttingen získala titul mistra Německa.
Je zařazena na čestné listině zasloužilých mistrů sportu. V roce 2007 byla uvedena do Síně slávy České basketbalové federace.

## Sportovní kariéra
- Kluby: celkem 11 sezón a 7 medailových umístění: 6x mistryně Československa, 1x 2. místo
- 1958-1959 Dynamo Praha, 10. místo
- 1961-1969 Sparta Praha: 5x mistryně Československa (1963, 1966-1969), 2. místo (1964), 4. místo (1965), 6. místo (1962)
- 1969-1970 1. SC 05 Göttingen: mistryně Německa (1970)
- 1970-1971 Sparta Praha: mistryně Československa (1971)
- 1971-1972 Slavia VŠ Poděbrady: 2 x 11. místo
- od zavedení evidence podrobných statistik ligových zápasů (v sezóně 1961/62) zaznamenala celkem 3646 ligových bodů.
- Československo: 1963–1970 celkem 145 mezistátních zápasů, z toho na MS a ME celkem 331 bodů ve 36 zápasech
- Mistrovství světa: 1964 Lima, Peru (21 bodů /4 zápasy), 1967 Praha (78 /6), na MS celkem 99 bodů v 10 zápasech
- Mistrovství Evropy: 1964 Budapešť (35 /6), 1966 Rumunsko (68 /7), 1968 Messina, Itálie (71 /6), 1970 Rotterdam, Nizozemsko (58 /7), na ME celkem 232 bodů ve 26 zápasech
- úspěchy:
- Mistrovství světa v basketbalu žen: 2. místo (1964), 3. místo (1967)
- Mistrovství Evropy v basketbale žen: 2. místo (1966), 3. ísto (1964), 5. místo 1970, 9. místo 1968
- FIBA Pohár evropských mistrů v basketbale žen: 3x 2. místo (1964, 1967, 1968)